# Tom Lockyer
Thomas Alun Lockyer (Cardiff, 3 dicembre 1994) è un calciatore gallese, difensore del Luton Town e della nazionale gallese.

## Caratteristiche tecniche
Apprezzato dagli addetti ai lavori per versatilità, agisce da difensore centrale, ma in caso di necessità può adattarsi a vertice basso di centrocampo a protezione della difesa, o a laterale lungo l'out destro.

## Carriera

### Club
Dal 2012 al 2019 fa parte dei Bristol Rovers, dal 2019 all'anno seguente del Charlton e dal 2020 del Luton Town.
Il 28 maggio 2023, durante la finale dei playoff di Championship, crolla a terra per un malore, poi rivelatosi essere un arresto cardiaco, che lo costringerà ad un intervento chirurgico a cui segue un periodo di riabilitazione di un mese. Il 16 dicembre 2023, durante l'incontro di Premier League in casa del Bournemouth, viene colpito da un secondo arresto, in serata il Luton Town diffonde un comunicato riportando che il calciatore è stabile e cosciente in ospedale, da cui verrà dimesso successivamente.

### Nazionale
Ha giocato nella nazionale gallese Under-21.
Esordisce con la maglia della nazionale maggiore gallese il 14 novembre 2017 in un'amichevole disputata a Cardiff contro il Panama, subentrando nella ripresa al posto di Ben Davies. In precedenza aveva preso parte ad alcuni incontri con la selezione Under-21.

## Statistiche

### Presenze e reti nei club
Statistiche aggiornate al 20 novembre 2022.
| Stagione              | Squadra               | Campionato            | Campionato | Campionato | Coppe nazionali | Coppe nazionali | Coppe nazionali | Coppe continentali | Coppe continentali | Coppe continentali | Altre coppe | Altre coppe | Altre coppe | Totale | Totale |
| Stagione              | Squadra               | Comp                  | Pres       | Reti       | Comp            | Pres            | Reti            | Comp               | Pres               | Reti               | Comp        | Pres        | Reti        | Pres   | Reti   |
| --------------------- | --------------------- | --------------------- | ---------- | ---------- | --------------- | --------------- | --------------- | ------------------ | ------------------ | ------------------ | ----------- | ----------- | ----------- | ------ | ------ |
| 2012-2013             | Bristol Rovers        | FL2                   | 4          | 0          | FACup+CdL       | 0               | 0               | -                  | -                  | -                  | FLT         | 0           | 0           | 4      | 0      |
| 2013-2014             | Bristol Rovers        | FL2                   | 41         | 1          | FACup+CdL       | 4+1             | 0               | -                  | -                  | -                  | FLT         | 1           | 0           | 47     | 1      |
| 2014-2015             | Bristol Rovers        | NL                    | 44+3       | 1          | FACup+CdL       | 2+0             | 0               | -                  | -                  | -                  | FAT         | 0           | 0           | 49     | 1      |
| 2015-2016             | Bristol Rovers        | FL2                   | 43         | 0          | FACup+CdL       | 1+1             | 0               | -                  | -                  | -                  | FLT         | 0           | 0           | 45     | 0      |
| 2016-2017             | Bristol Rovers        | FL1                   | 46         | 0          | FACup+CdL       | 3+2             | 0               | -                  | -                  | -                  | FLT         | 0           | 0           | 51     | 0      |
| 2017-2018             | Bristol Rovers        | FL1                   | 37         | 1          | FACup+CdL       | 1+3             | 0               | -                  | -                  | -                  | FLT         | 0           | 0           | 41     | 1      |
| 2018-2019             | Bristol Rovers        | FL1                   | 40         | 3          | FACup+CdL       | 2+2             | 0               | -                  | -                  | -                  | FLT         | 4           | 1           | 48     | 4      |
| Totale Bristol Rovers | Totale Bristol Rovers | Totale Bristol Rovers | 255+3      | 6          |                 | 22              | 0               |                    | -                  | -                  |             | 5           | 1           | 285    | 7      |
| 2019-2020             | Charlton              | FLC                   | 43         | 1          | FACup+CdL       | 0               | 0               | -                  | -                  | -                  | -           | -           | -           | 43     | 1      |
| 2020-2021             | Luton Town            | FLC                   | 20         | 0          | FACup+CdL       | 1+2             | 0               | -                  | -                  | -                  | -           | -           | -           | 23     | 0      |
| 2021-2022             | Luton Town            | FLC                   | 29+1       | 1+0        | FACup+CdL       | 2+1             | 0               | -                  | -                  | -                  | -           | -           | -           | 33     | 1      |
| 2022-2023             | Luton Town            | FLC                   | 16         | 0          | FACup+CdL       | 0+1             | 0+1             | -                  | -                  | -                  | -           | -           | -           | 17     | 1      |
| Totale Luton Town     | Totale Luton Town     | Totale Luton Town     | 65+1       | 1          |                 | 7               | 1               |                    | -                  | -                  |             | -           | -           | 73     | 2      |
| Totale carriera       | Totale carriera       | Totale carriera       | 367        | 8          |                 | 29              | 1               |                    | -                  | -                  |             | 5           | 1           | 401    | 10     |

### Cronologia presenze e reti in nazionale
| Cronologia completa delle presenze e delle reti in nazionale ― Galles | Cronologia completa delle presenze e delle reti in nazionale ― Galles | Cronologia completa delle presenze e delle reti in nazionale ― Galles | Cronologia completa delle presenze e delle reti in nazionale ― Galles | Cronologia completa delle presenze e delle reti in nazionale ― Galles | Cronologia completa delle presenze e delle reti in nazionale ― Galles | Cronologia completa delle presenze e delle reti in nazionale ― Galles | Cronologia completa delle presenze e delle reti in nazionale ― Galles |
| Data                                                                  | Città                                                                 | In casa                                                               | Risultato                                                             | Ospiti                                                                | Competizione                                                          | Reti                                                                  | Note                                                                  |
| --------------------------------------------------------------------- | --------------------------------------------------------------------- | --------------------------------------------------------------------- | --------------------------------------------------------------------- | --------------------------------------------------------------------- | --------------------------------------------------------------------- | --------------------------------------------------------------------- | --------------------------------------------------------------------- |
| 14-11-2017                                                            | Cardiff                                                               | Galles                                                                | 1 – 1                                                                 | Panama                                                                | Amichevole                                                            | -                                                                     | 46’                                                                   |
| 22-3-2018                                                             | Nanning                                                               | Cina                                                                  | 0 – 6                                                                 | Galles                                                                | Amichevole                                                            | -                                                                     | 71’                                                                   |
| 26-3-2018                                                             | Nanning                                                               | Uruguay                                                               | 1 – 0                                                                 | Galles                                                                | Amichevole                                                            | -                                                                     | 75’                                                                   |
| 28-5-2018                                                             | Pasadena                                                              | Messico                                                               | 0 – 0                                                                 | Galles                                                                | Amichevole                                                            | -                                                                     | 21’                                                                   |
| 20-11-2018                                                            | Elbasan                                                               | Albania                                                               | 1 – 0                                                                 | Galles                                                                | Amichevole                                                            | -                                                                     |                                                                       |
| 9-9-2019                                                              | Cardiff                                                               | Galles                                                                | 1 – 0                                                                 | Bielorussia                                                           | Amichevole                                                            | -                                                                     | 77’                                                                   |
| 10-10-2019                                                            | Trnava                                                                | Slovacchia                                                            | 1 – 1                                                                 | Galles                                                                | Qual. Euro 2020                                                       | -                                                                     |                                                                       |
| 13-10-2019                                                            | Cardiff                                                               | Galles                                                                | 1 – 1                                                                 | Croazia                                                               | Qual. Euro 2020                                                       | -                                                                     |                                                                       |
| 16-11-2019                                                            | Baku                                                                  | Azerbaigian                                                           | 0 – 2                                                                 | Galles                                                                | Qual. Euro 2020                                                       | -                                                                     |                                                                       |
| 19-11-2019                                                            | Cardiff                                                               | Galles                                                                | 2 – 0                                                                 | Ungheria                                                              | Qual. Euro 2020                                                       | -                                                                     | 72’                                                                   |
| 3-9-2020                                                              | Helsinki                                                              | Finlandia                                                             | 0 – 1                                                                 | Galles                                                                | UEFA Nations League 2020-2021 - 1º turno                              | -                                                                     |                                                                       |
| 6-9-2020                                                              | Cardiff                                                               | Galles                                                                | 1 – 0                                                                 | Bulgaria                                                              | UEFA Nations League 2020-2021 - 1º turno                              | -                                                                     |                                                                       |
| 12-11-2020                                                            | Cardiff                                                               | Galles                                                                | 0 – 0                                                                 | Stati Uniti                                                           | Amichevole                                                            | -                                                                     |                                                                       |
| 1-9-2021                                                              | Helsinki                                                              | Finlandia                                                             | 0 – 0                                                                 | Galles                                                                | Amichevole                                                            | -                                                                     |                                                                       |
| 11-10-2023                                                            | Wrexham                                                               | Galles                                                                | 4 – 0                                                                 | Gibilterra                                                            | Amichevole                                                            | -                                                                     | 46’                                                                   |
| 21-11-2023                                                            | Cardiff                                                               | Galles                                                                | 1 – 1                                                                 | Turchia                                                               | Qual. Euro 2024                                                       | -                                                                     |                                                                       |
| Totale                                                                |                                                                       | Presenze                                                              | 16                                                                    |                                                                       | Reti                                                                  | 0                                                                     |                                                                       |